# Лібер Фалько
Лібер Фалько (4 жовтня 1906, Монтевідео, Уругвай — 10 листопада 1955, Монтевідео) — уругвайський поет.

## Життєпис
Лібер Фалько народився 4 жовтня 1906 року в Монтевідео, в районі Хасінто Вера. Перші вірші почав писати у віці шістнадцяти років.
Будучи сином хлібороба, він чергував різні роботи, серед яких були друкар, перукар, продавець хліба, а згодом коректор газет та книг.
Одружився у 29 років і не мав дітей.
Літературні інтереси Фалько були різними, виділялись російські письменники, як Федір Достоєвський та Лев Толстой, представники французької літератури, зокрема Ромен Роллан і велика частина латиноамериканської поезії, особливо, творчість останнього періоду життя Сезара Вальєхо.
Незважаючи на те, що його тексти були опубліковані в 1940-х роках, Фалько вважається членом так званого «Столітнього покоління» (термін, що стосується сторіччя незалежності Уругваю, тобто покоління митців, що процвітало в 1930). До цього покоління, серед інших, належать Еміліо Орібе, Карлос Сабат Еркасті та Пако Еспінола.
Фалько почав літературу діяльність приблизно в 1937, коли очолив керівництво журналом «Banderín», з якого вийшло лише п'ять номерів. Через роки він також брав участь у кількох літературних публікаціях, таких журналів як «Asir».
Його твори увійшли до книг «Cometas sobre los muros» («Комети на стінах», 1940), «Equis andacalles» (1942) та «Días y noches» («Дні і ночі», 1946). Книга, яку він розпочав під назвою «Tiempo y tiempo» («Час і час»), залишилася недоробленою через смерть Фалько. Вона була відредагована, й випущена як збірник творів групою його друзів з журналу «Asir».
Його вірші справили значний вплив на наступні покоління уругвайських митців. Також вони стали джерелом численних пісень, які виконували артисти високого рівня: Едуардо Ларбануа та Маріо Карреро, Абель Ґарсія, Едуардо Дарнаучанс, Хорхе Лазаров, Хорхе Боналді, Даніель Вільєтті та багато інших.

## Літературні твори
- Cometas sobre los muros (Комети на стінах, Stella Press, 1940)
- Equis andacalles (1942)
- Días y noches (Дні та ночі, Herculina Press, 1946)
- Tiempo y tiempo (Час і час, Ediciones Asir, Монтевідео, 1956)